# Karl August Reiser (Geologe)

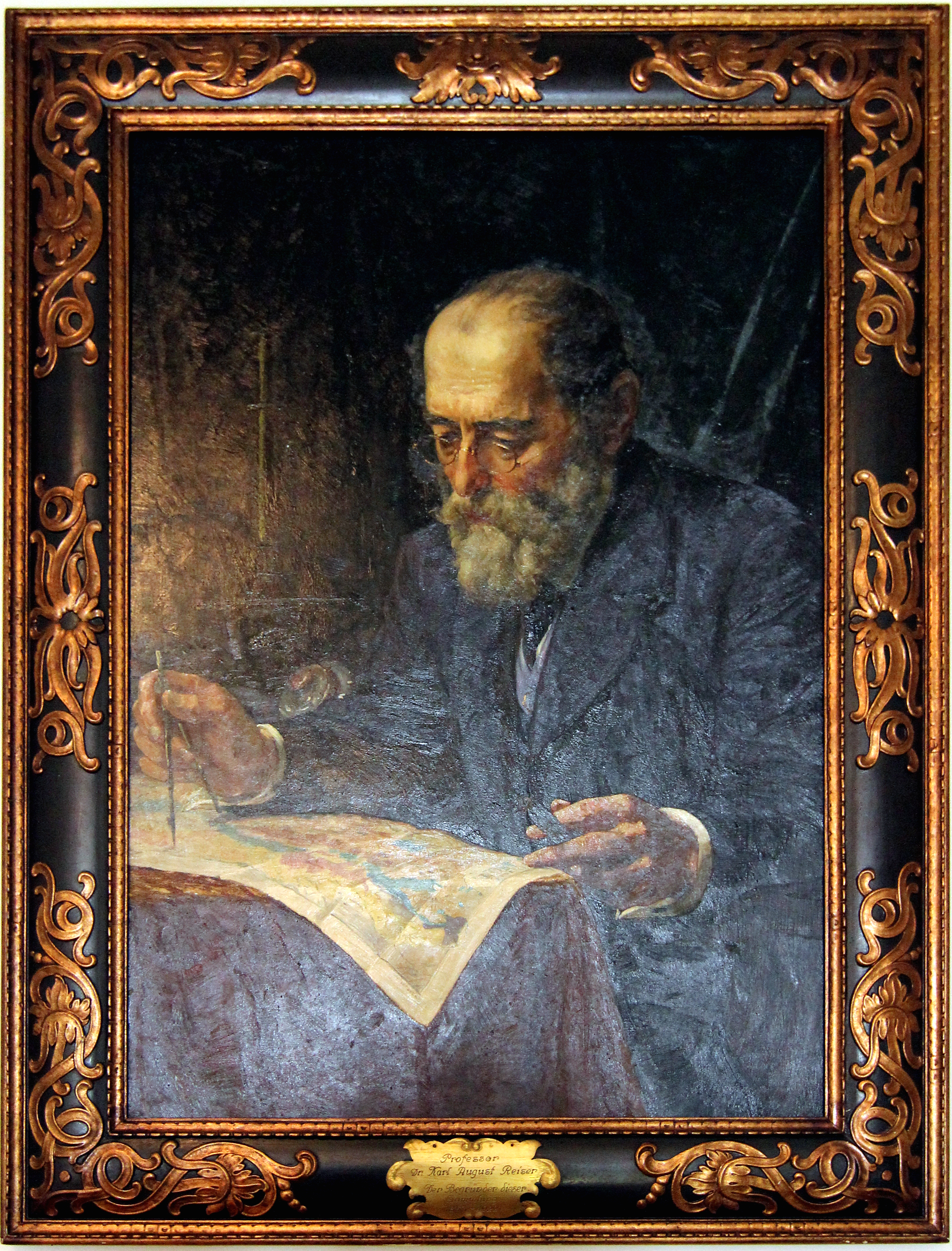
Karl August Reiser

Karl August Reiser (* 18. April 1853 in Kornau, Oberstdorf; † 8. Mai 1922 in Kempten (Allgäu)) war ein deutscher Lehrer, Geologe und Heimatforscher.

## Leben
Reiser war zunächst Lehrer an einer Mittelschule in Deidesheim, dann Volksschullehrer in München sowie dort später auch noch Professor  an der Ludwigskreisschule . 
An der Universität München wurde er 1889 mit einer Arbeit über Vulkanite des Allgäus promoviert.
Karl August Reiser förderte durch seine jahrelang gepflegte Sammlung von Mineralien, Fossilien und Gesteinsproben wesentlich die Einrichtung eines naturwissenschaftlichen Museums in Kempten. Seine Sammlung schenkte er 1906, nach anderen Quellen im Jahr 1911 an die Stadt Kempten.
Karl August Reiser verstarb nach schweren Leiden am 8. Mai 1922 in Kempten.

## Reiser-Sammlung
Von 1914 bis 1958 war die Reiser-Sammlung durchgehend der Öffentlichkeit in unterschiedlichen kommunalen Gebäuden zugänglich und wurde fortlaufend ergänzt. Im Jahr 1971 wurde das Konzept der Sammlung erneuert: Die Gesteinssammlung wurde gemäß üblicher Einteilung in sechs geologische Baueinheiten, aus denen die Allgäuer Alpen und das Voralpenland bestehen, kategorisiert. Diese Gesteine, Photographien und Reliefs zeigen die Bergformen und geologischen Profile, wobei die 
Entstehungsgeschichte des Kemptener Bodens samt näherer Umgebung Beachtung erfährt. Der im Jahr 1988 eingerichtete Mineralienraum mit dem Motto „Mineralien aus der ganzen Welt“ im Zumsteinhaus rundete den Themenbereich „Minerale“ ab. 
Das Zumsteinhaus wurde 2018 zum neuen Kempten Museum umgebaut, wo die Reiser-Sammlung wieder gezeigt wird.

## Veröffentlichungen
Reiser befasste sich nicht nur als Geologe mit dem Allgäu, aber auch als Heimatforscher. Viele Publikationen von Karl August Reiser sind diesem Bereich zuzuordnen.
- Führer durch Hindelang und Umgebung. (mehrere Auflagen).
- Sagen, Gebräuche und Sprichwörter des Allgäus. Aus dem Munde des Volkes gesammelt (zwei Bände). Kösel-Verlag, 1895 (1. Teil: Textarchiv – Internet Archive; mehrere Auflagen).
- Allgäuer Sagen. Kösel-Verlag, 1914.
- Über neugesammelte Allgäuer Volkssagen. 1888.
- Geologie der Hindelanger und Pfrontener Berge im Allgäu. Piloty & Loehle, 1922.
- Geschichte des Blei- und Galmei-Bergwerks am Rauschenberg und Staufen in Oberbayern. Wolf & Sohn, München 1895 (Digitalisat).
- Volksmundart, Sprichwörter, Redensarten, Volksreime und Wortschatz des Allgäus. 1899.